# Tomasz Gębala
Tomasz Gębala, född 23 november 1995, är en polsk handbollsspelare. Han är högerhänt och spelar som vänsternia. Han är yngre bror till handbollsspelaren Maciej Gębala.